# Comuna de Lelów
Lelów (polaco: Gmina Lelów) é uma gminy (comuna) na Polónia, na voivodia de Silésia e no condado de Częstochowa. A sede do condado é a cidade de Lelów.
De acordo com os censos de 2004, a comuna tem 5265 habitantes, com uma densidade 43,6 hab/km².

## Área
Estende-se por uma área de 120,81 km², incluindo:
- área agrícola: 65%
- área florestal: 26%

## Demografia
Dados de 30 de Junho 2004:
|                      | Total   | Total | Mulheres | Mulheres | Homens  | Homens |
| -------------------- | ------- | ----- | -------- | -------- | ------- | ------ |
|                      | pessoas | %     | pessoas  | %        | pessoas | %      |
| População            | 5265    | 100   | 2617     | 49,7     | 2648    | 50,3   |
| Densidade (pop./km²) | 43,6    | 100   | 21,7     | 21,7     | 21,9    | 21,9   |

De acordo com dados de 2002, o rendimento médio per capita ascendia a 1206,74 zł.

## Comunas vizinhas
- Irządze, Janów, Koniecpol, Niegowa, Przyrów, Szczekociny